# Camino Real de la Valdavia

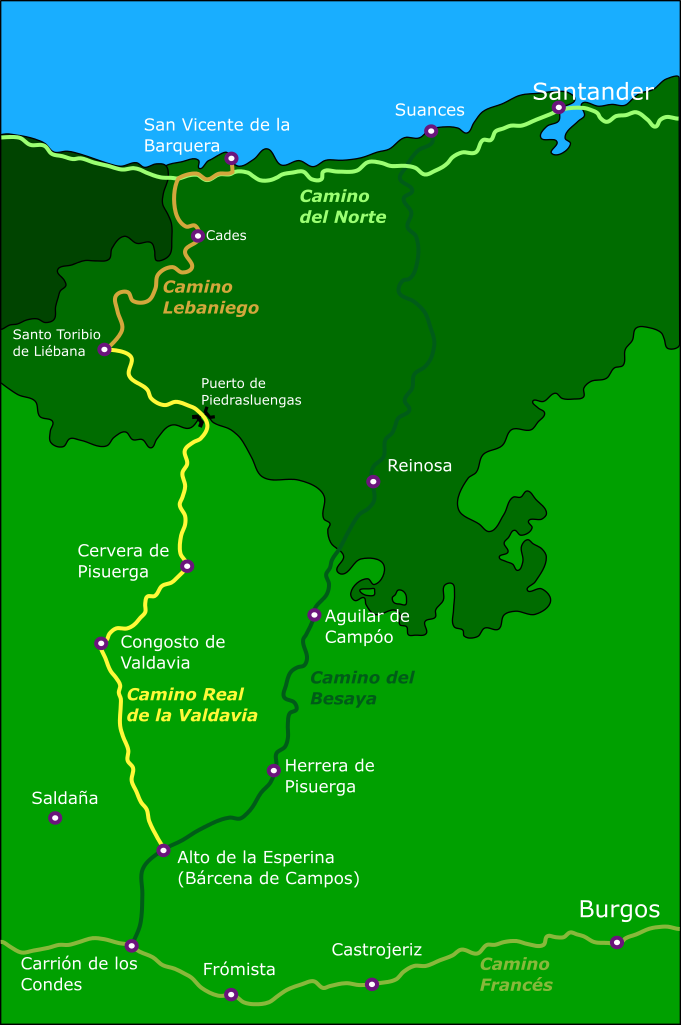
Ruta Jacobea del camino Real de la Valdavia y su relación con el Camino Lebaniego y la Ruta del Besaya.

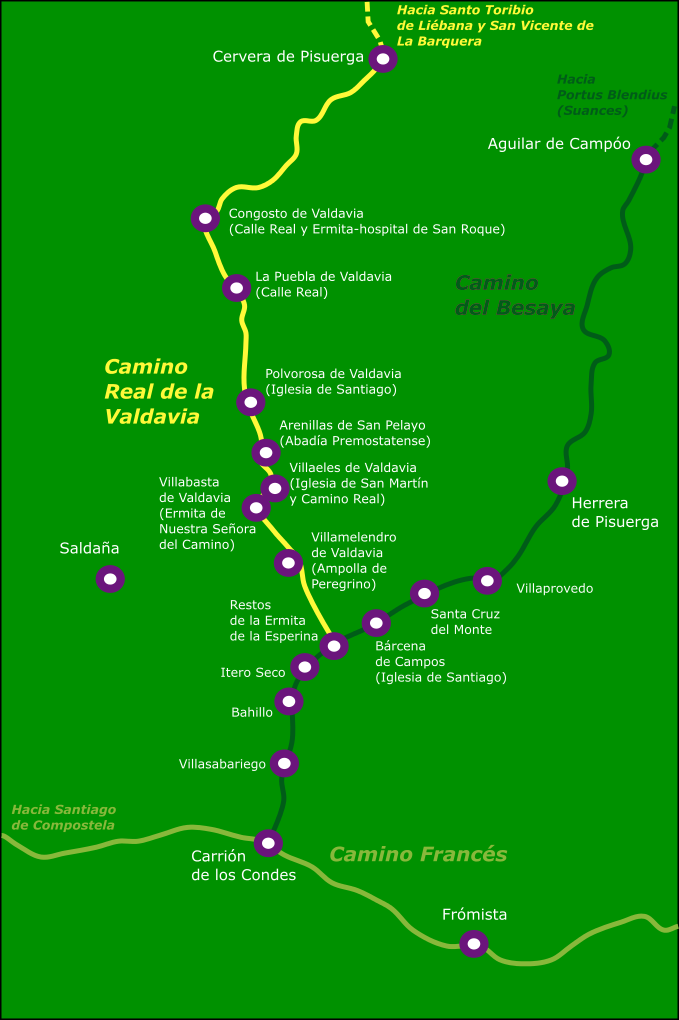
Ruta Jacobea del Camino Real de la Valdavia y su cruce con la Ruta Jacobea del Besaya.

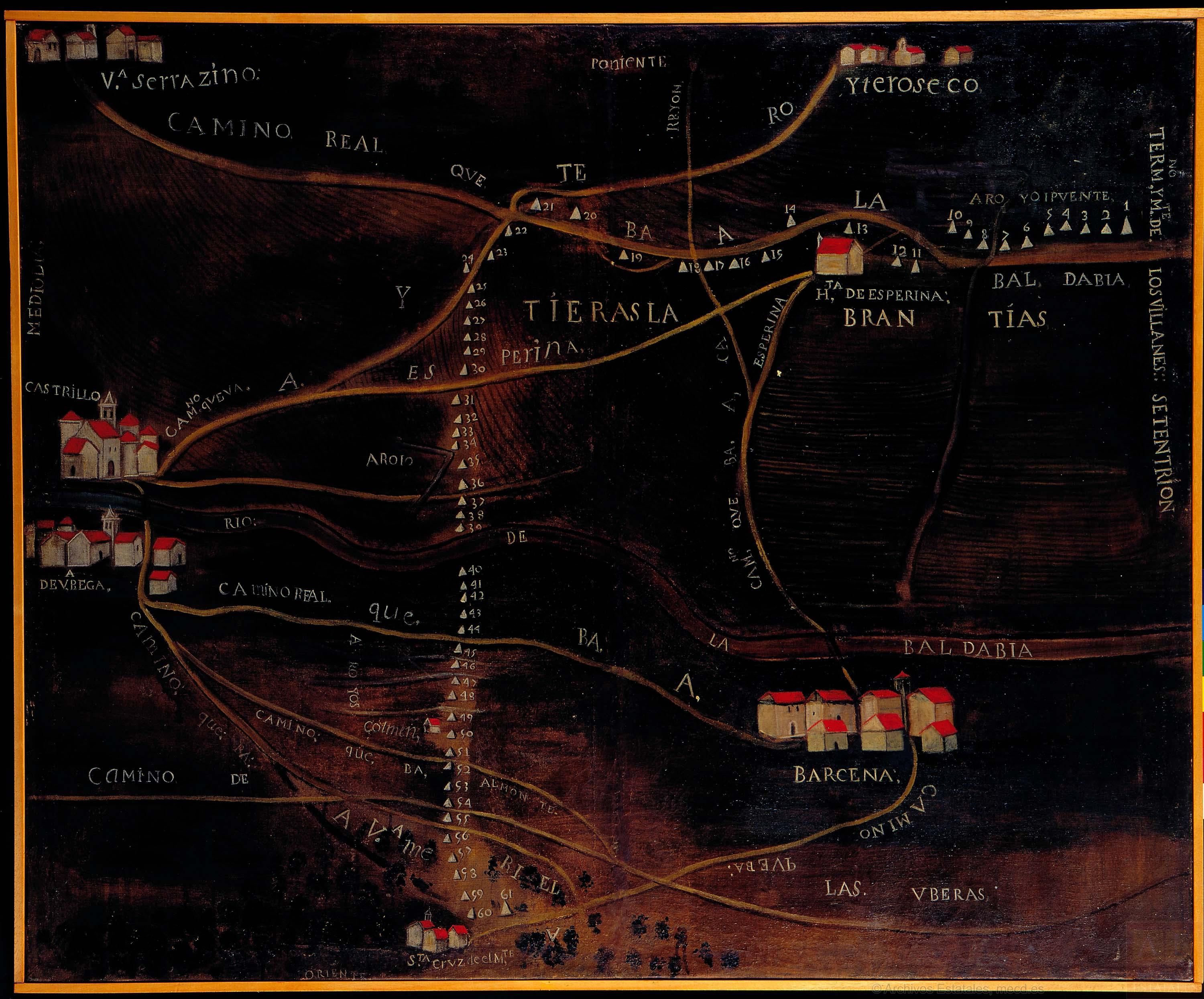
Mapa al óleo del Camino Real de la Valdavia a su paso por Bárcena y alrededores confeccionado en 1746.

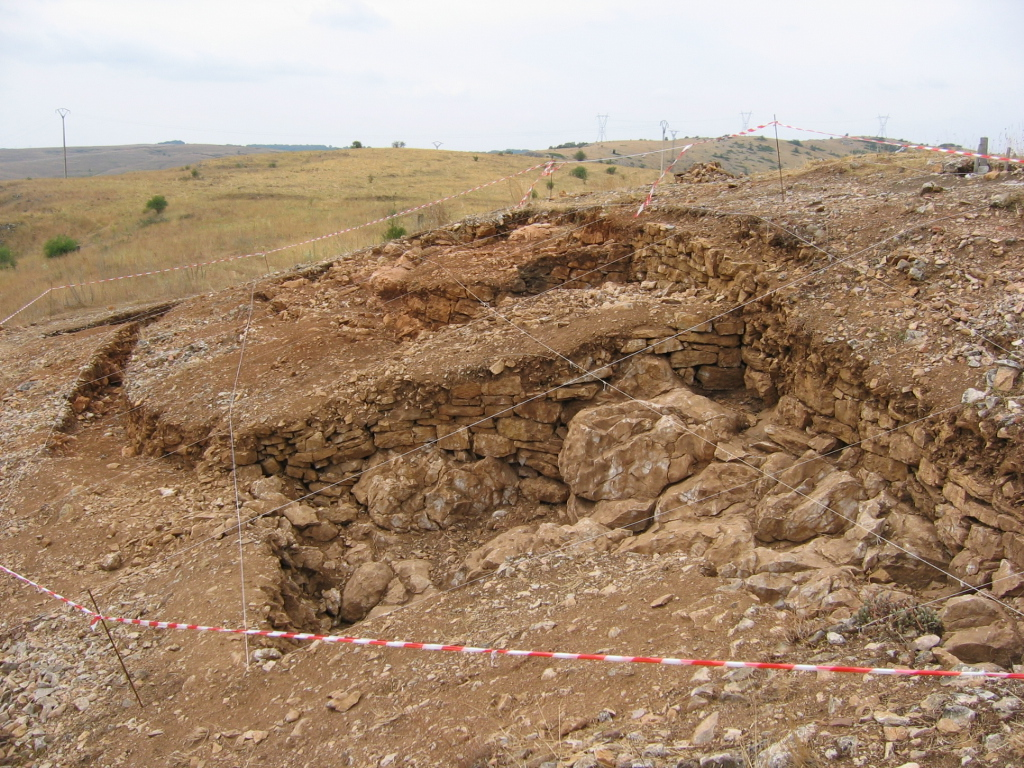
Vista del bastión excavado en la campaña del 2007 por el equipo de Eduardo Peralta Labrador en el castro de la Loma, con evidencias de asedio por parte de las Legiones romanas.

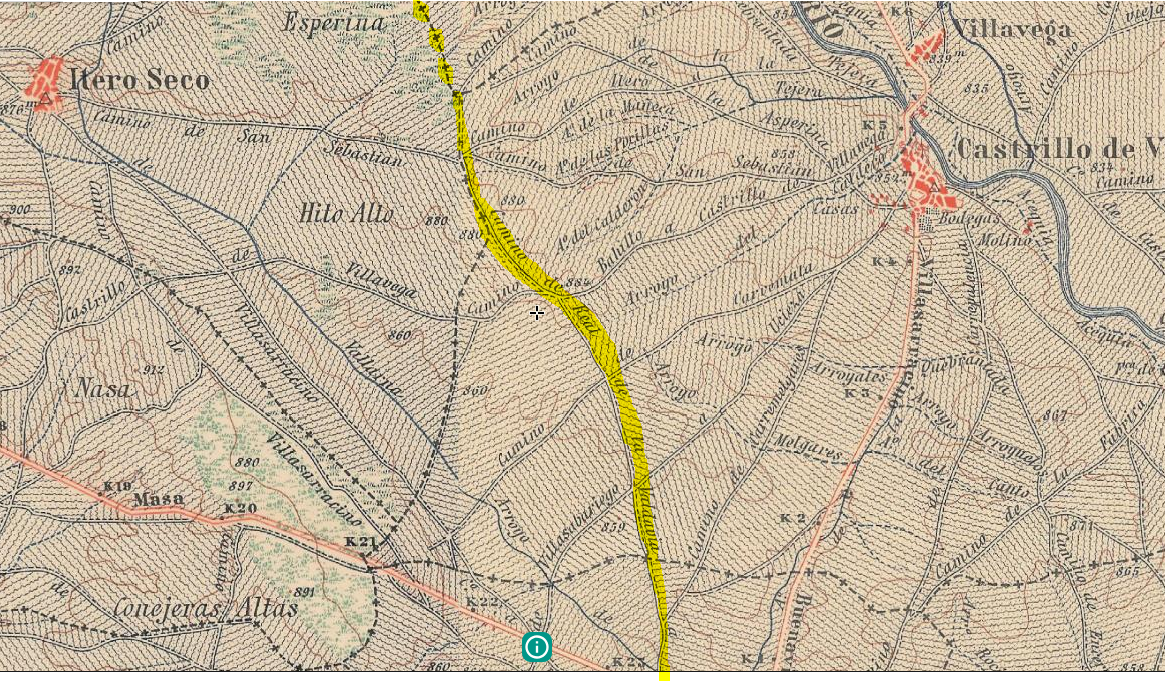
Camino Real de la Valdavia, proveniente del mapa del Ejército hecho en 1929, donde se ve como pasa a los pies del alto de la Esperina proyectándose hacia el norte.

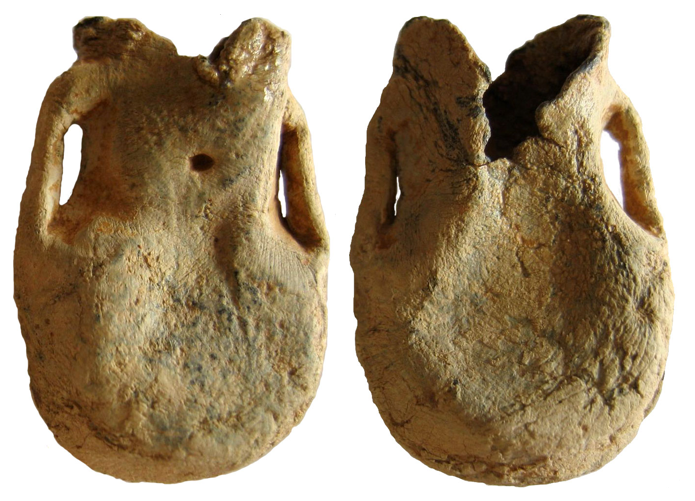
Ampolla de peregrino encontrada de manera fortuita en el Camino Real de la Valdavia a su paso por Villamelendro de Valdavia.

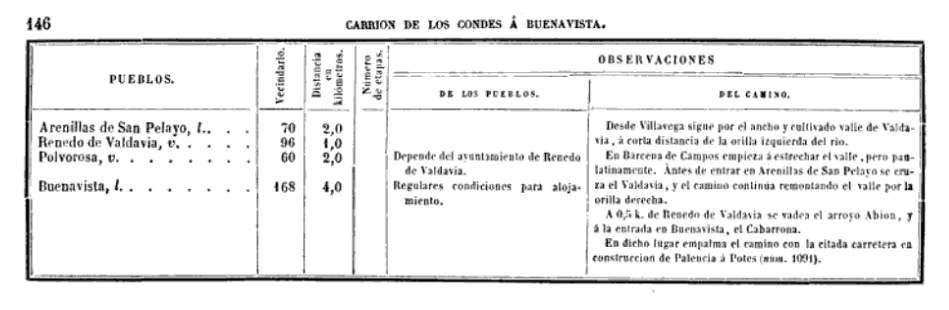
Descripción militar del itinerario de real camino de la Valdavia a su paso por Villavega de Castrillo, Bárcena de Campos, hasta Buenavista de Valdavia.

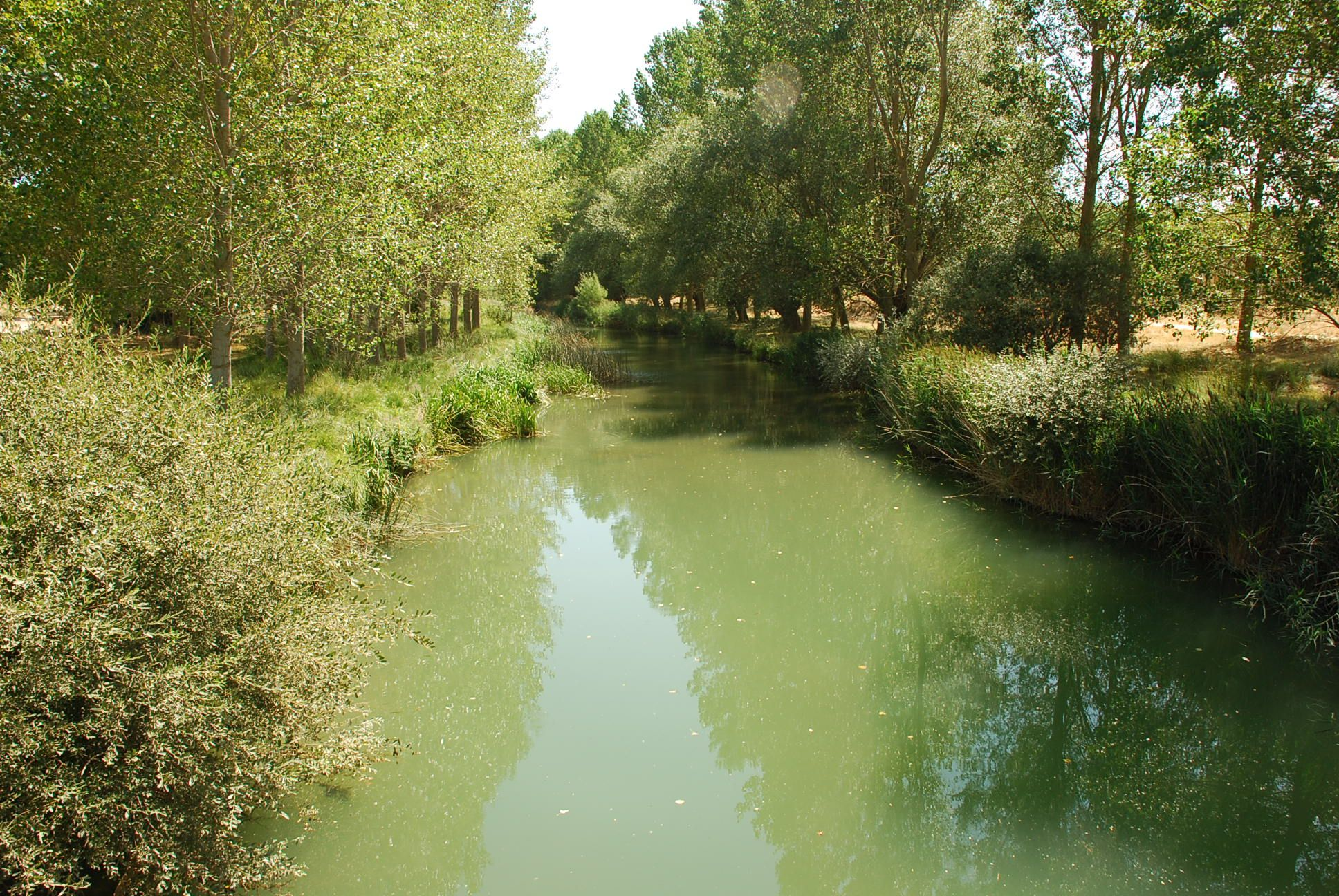
Río Valdavia a su paso por Polvorosa. Verdadero eje sobre el que se articula el camino.

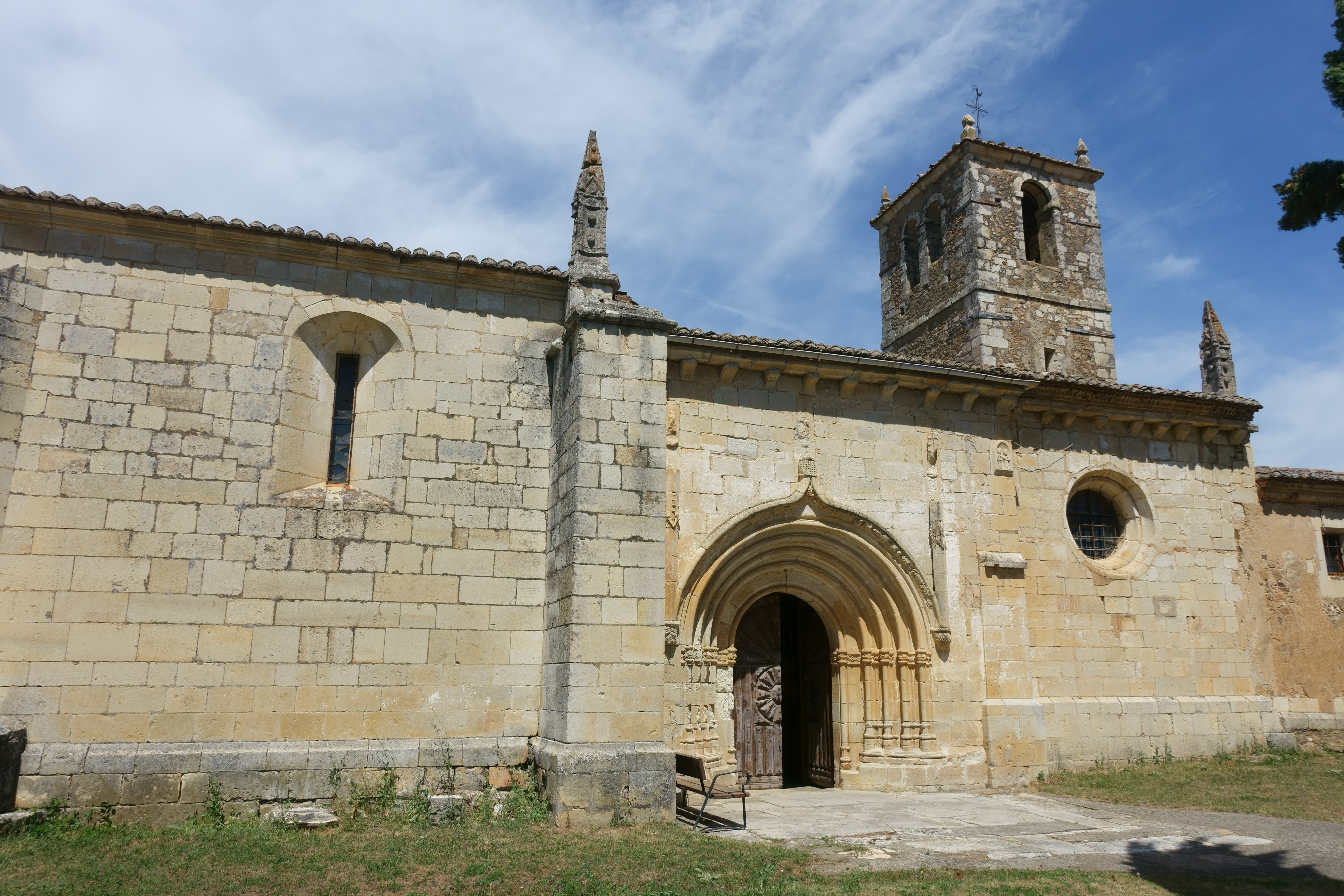
Iglesia de Santa María de Palacios en Congosto de Valdavia.

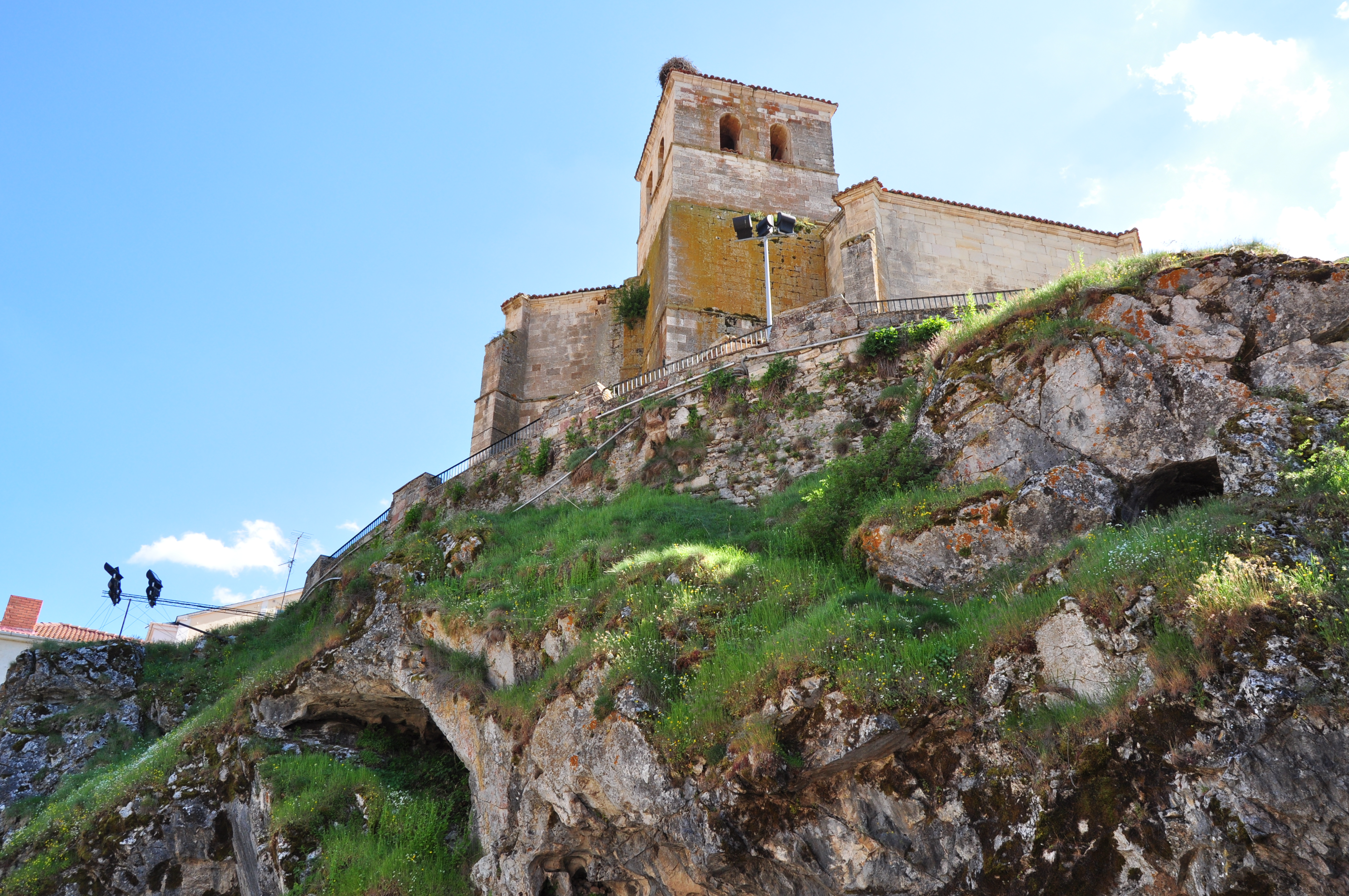
Iglesia del castillo en Cervera de Pisuerga.

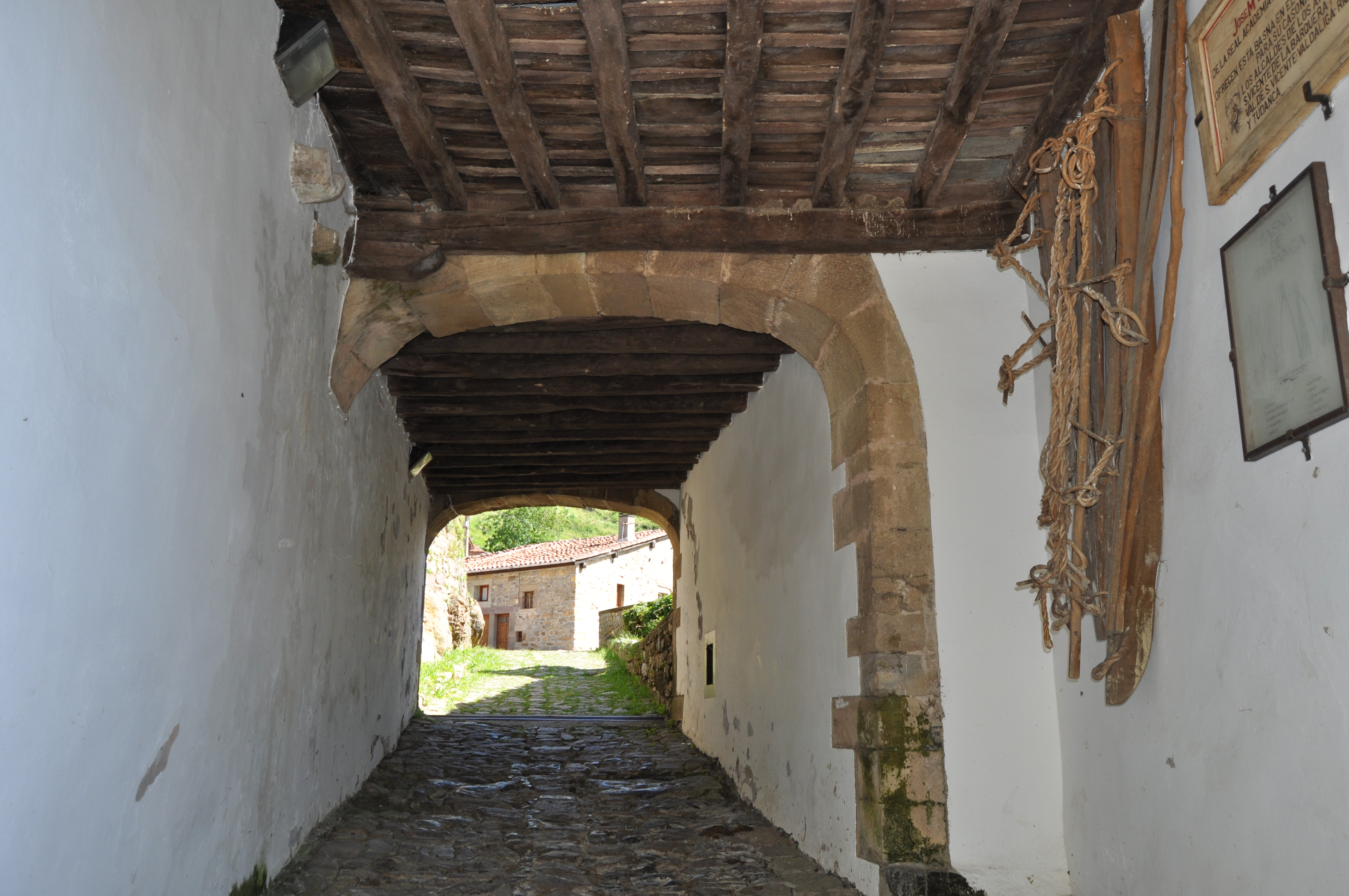
Casona en Tudanca.

El Camino Real de la Valdavia es una ruta histórica, de eminente carácter jacobeo, que une el camino francés a su paso por Carrión de los Condes, con el puerto de Piedrasluengas a través del valle de la Valdavia, y que se conocía y representaba como tal en los mapas hasta épocas recientes.
Además de la vía Vadiniense y de la ruta del Besaya, los antiguos cántabros y el resto de gente que llegaba al litoral norte por barco, conocían otro camino de comunicación con la fértil meseta castellana. Se trata del Camino Real de la Valdavia. Esta ruta permite al viajero devoto la oportunidad de visitar dos de los centros de peregrinación de mayor trascendencia cristiana en España. Estos renombrados templos son la Catedral de Santiago de Compostela y el Monasterio de Santo Toribio de Liébana.
Esta ruta parte del puerto marítimo de San Vicente de la Barquera y cruza el puerto de Piedrasluengas, internándose por el valle de la Valdavia paralelo a su río hasta entroncar con la ruta del Besaya a la altura del alto de la Esperina próximos ya a Carrión de los Condes. 
Este antiguo camino cuenta con varias referencias que evidencian su antigüedad y uso. Esto se debe a que el citado valle supone ser la ruta más corta y accesible, desde Carrión al mar a través del paso de Piedrasluengas, permitiendo el trasiego de personas y mercancías desde Castilla hacia el mar Cantábrico desde tiempos seculares.

### Galería de imágenes

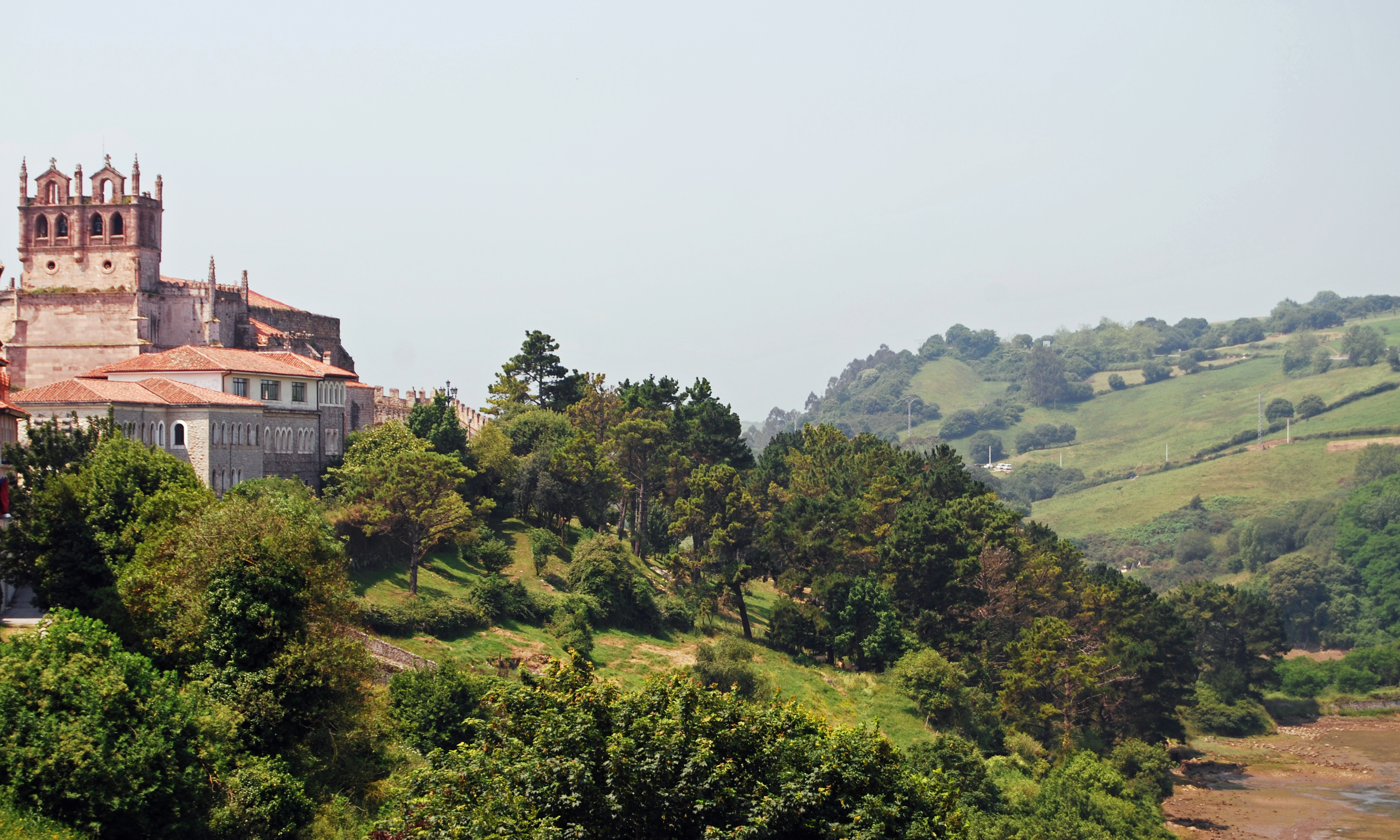
Vista de la Santa María de los Ángeles, San Vicente de la Barquera.
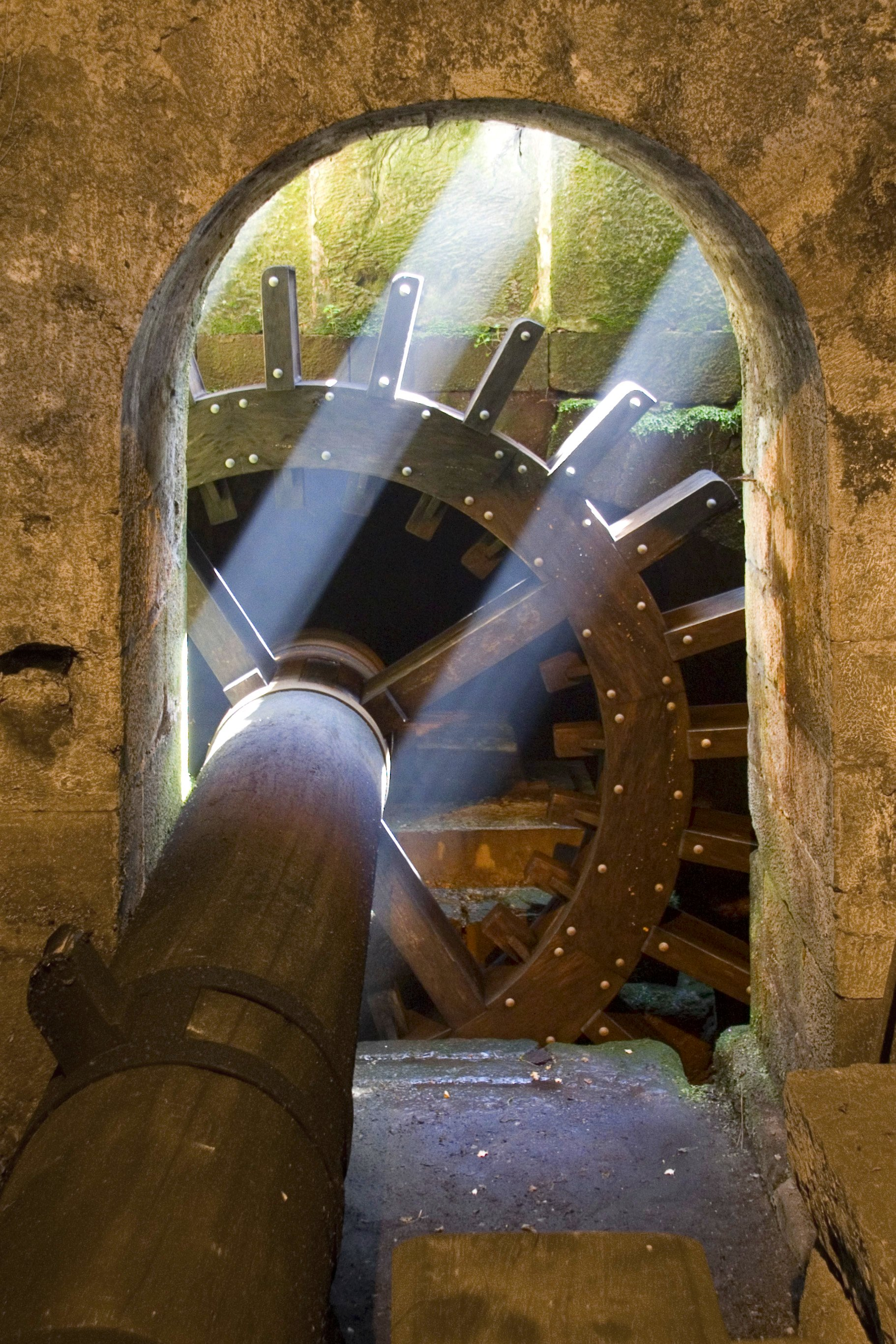
Ferrería de Cades.
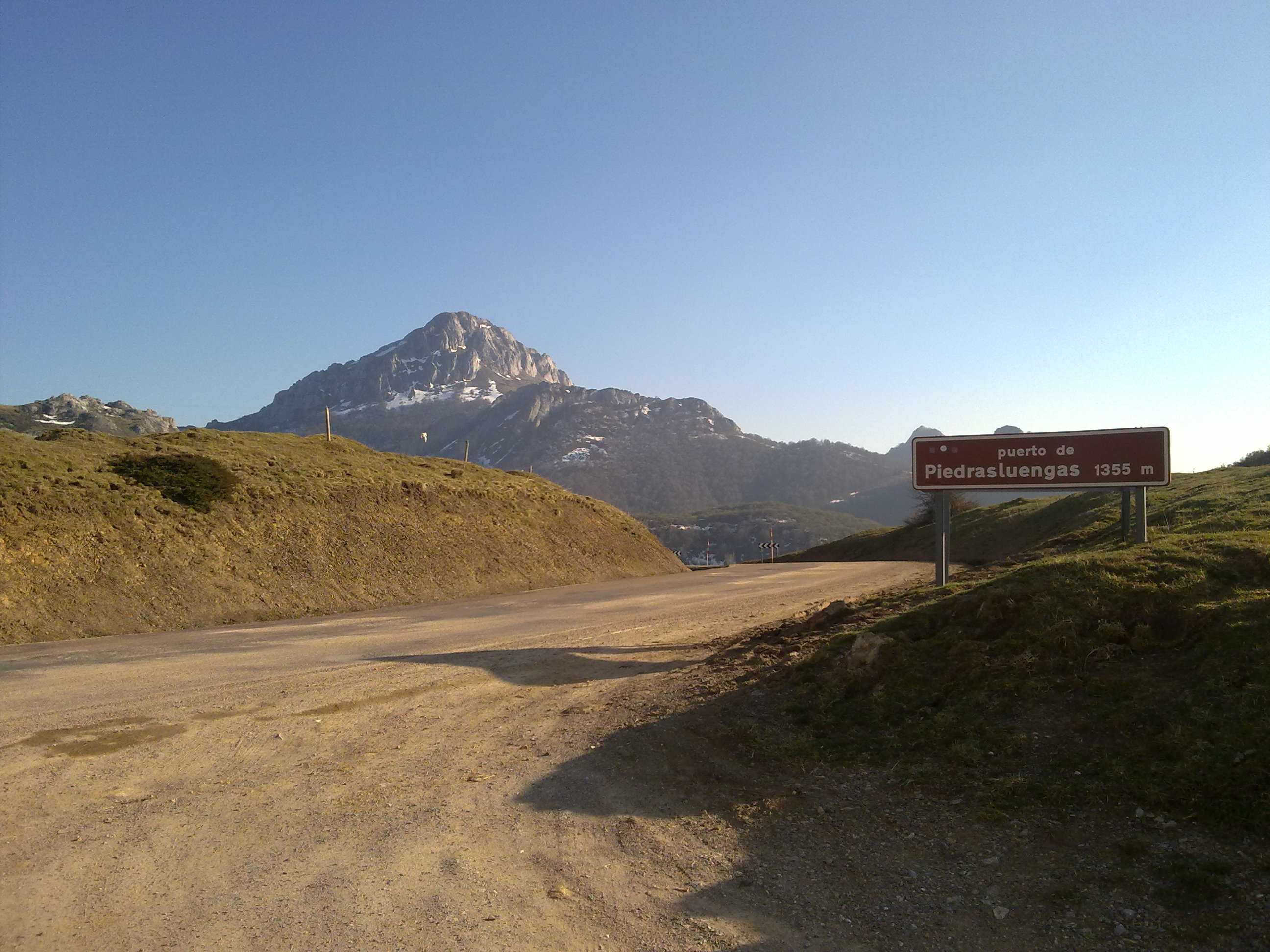
Paso del Puerto de Piedrasluengas.
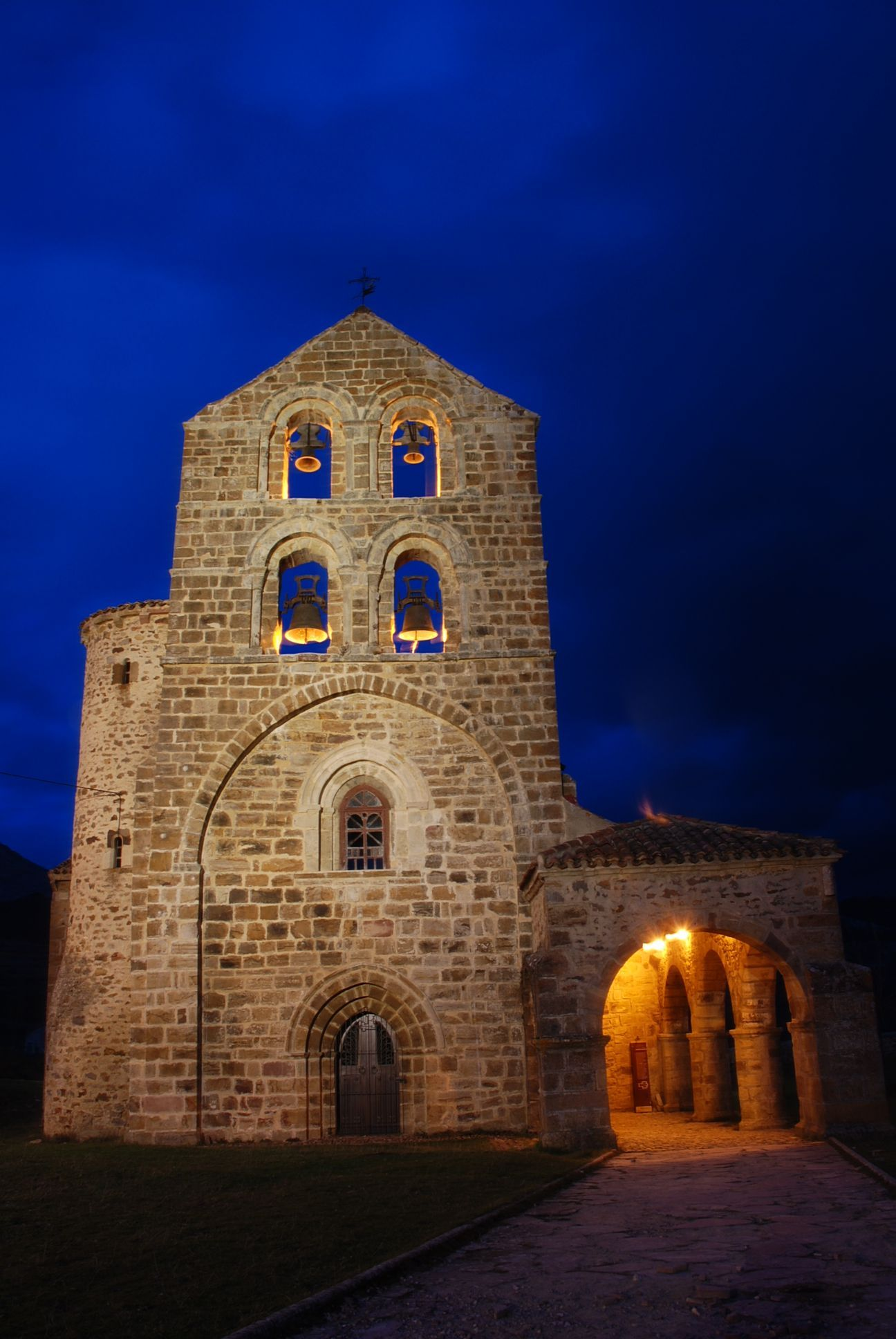
San Salvador de Cantamuda.
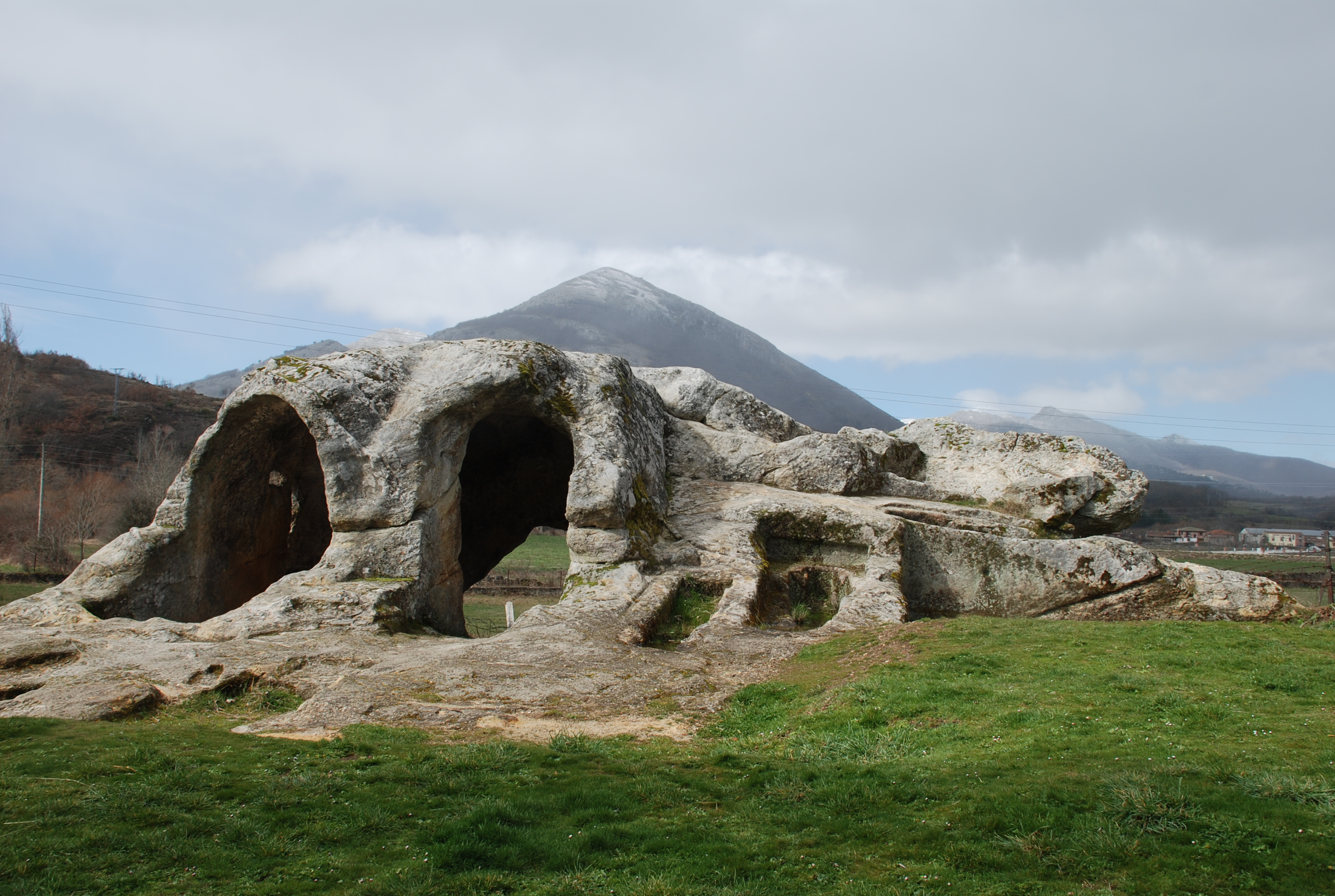
Ermita rupestre de San Vicente.
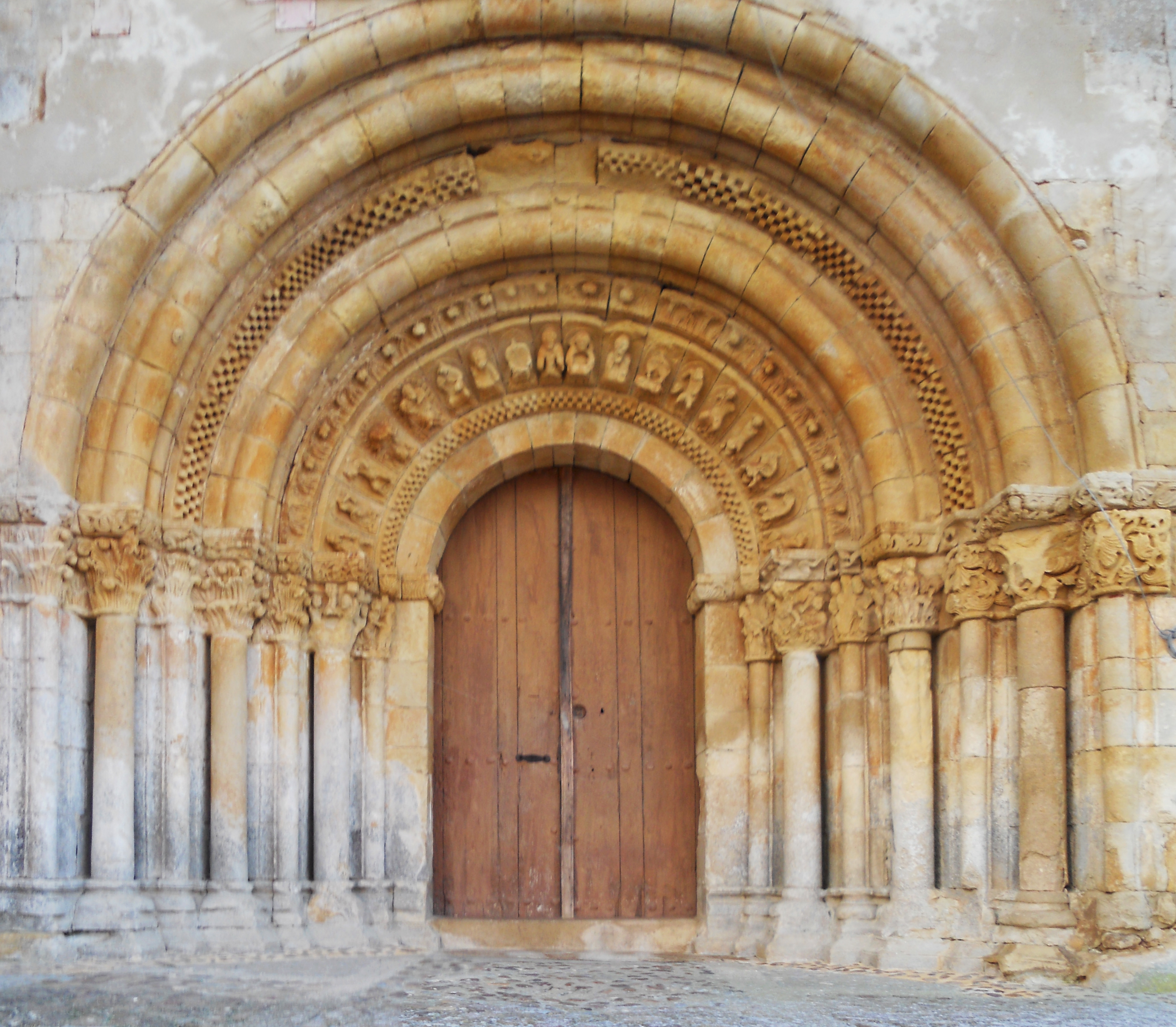
Portada románica del monasterio premostratense de Arenillas de San Pelayo.
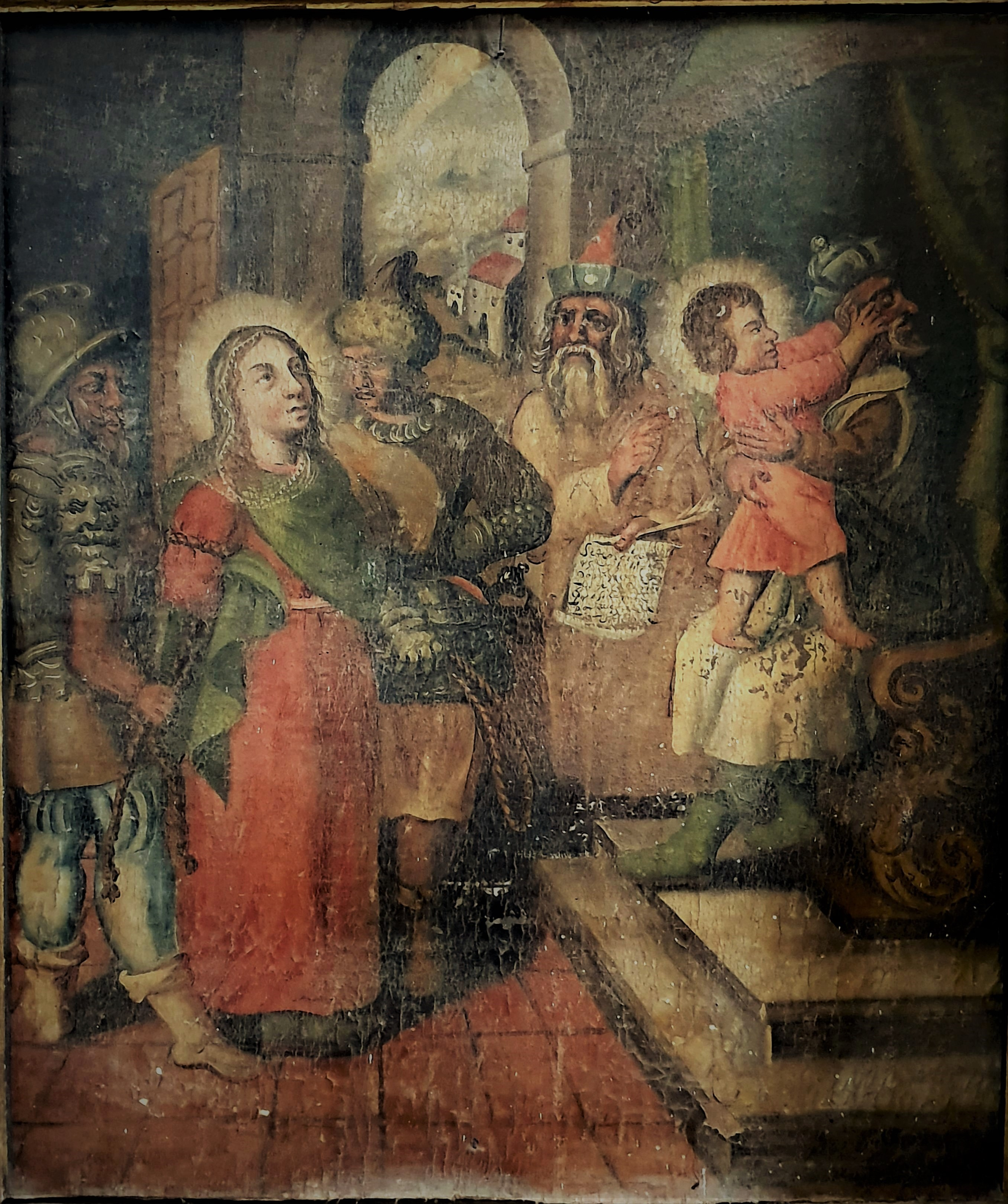
Santa Julita y San Quirico ante el gobernador de Tarso. Pintura barroca del retablo de la Iglesia de Nuestra Señora de la Asunción (Villamelendro de Valdavia).
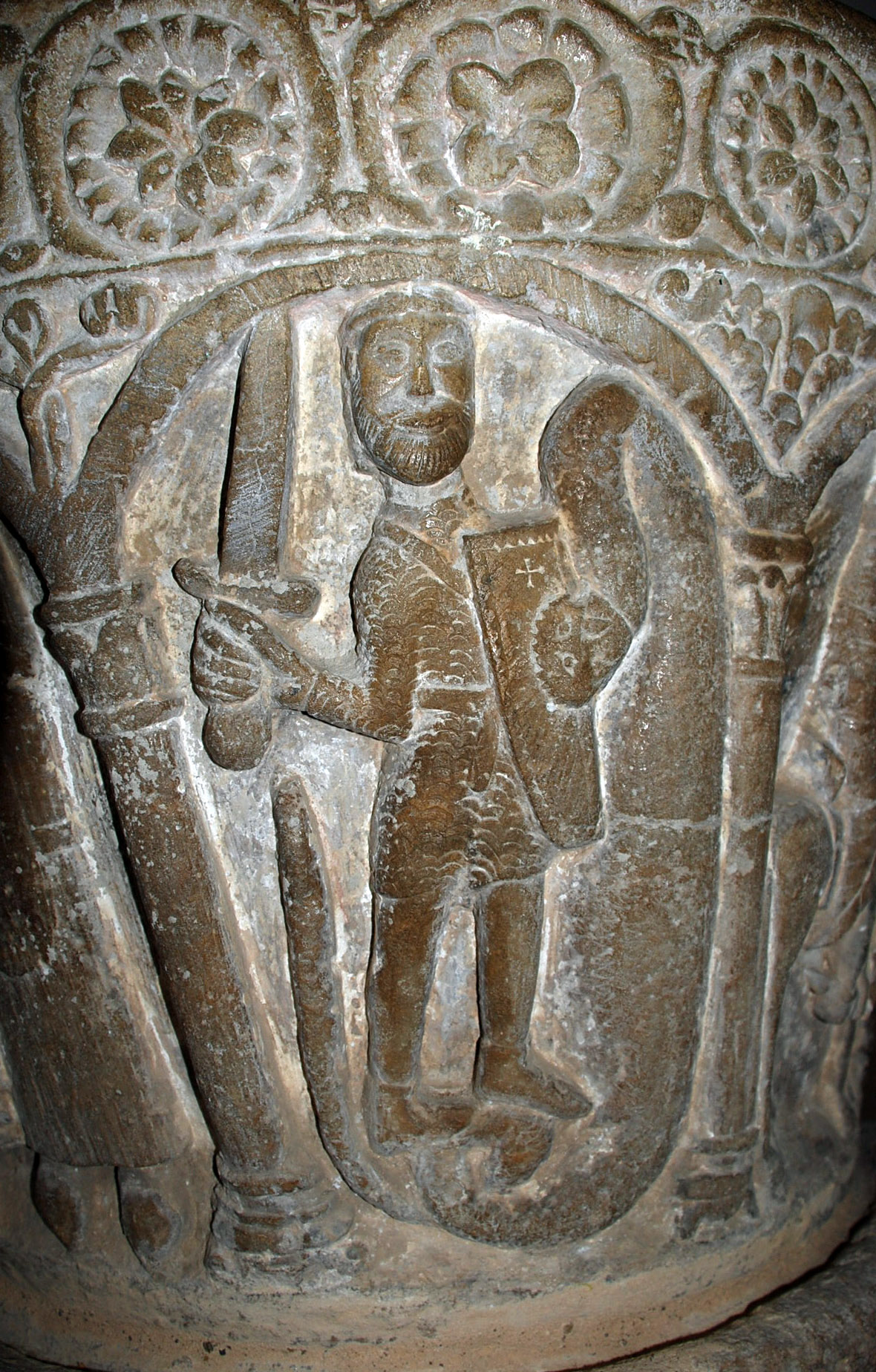
Pila Románica de Renedo de Valdavia.